# Othreis iridescens
Othreis iridescens är en fjärilsart som beskrevs av Lucas 1894. Othreis iridescens ingår i släktet Othreis och familjen nattflyn. Inga underarter finns listade i Catalogue of Life.